# Joji Kato
Joji Kato (en japonés: 加藤条治, Kato Joji; Yamagata, 6 de febrero de 1985) es un deportista japonés que compitió en patinaje de velocidad sobre hielo.
Participó en cuatro Juegos Olímpicos de Invierno, obteniendo una medalla de bronce en Vancouver 2010, en la prueba de 500 m, el sexto lugar en Turín 2006, el quinto en Sochi 2014 y el sexto en Pyeongchang 2018, en la misma prueba.
Ganó cuatro medallas en el Campeonato Mundial de Patinaje de Velocidad sobre Hielo en Distancia Individual entre los años 2005 y 2013.

## Palmarés internacional
| Juegos Olímpicos                           | Juegos Olímpicos   | Juegos Olímpicos  | Juegos Olímpicos |
| Año                                        | Lugar              | Medalla           | Prueba           |
| ------------------------------------------ | ------------------ | ----------------- | ---------------- |
| 2010                                       | Vancouver (Canadá) | Medalla de bronce | 500 m            |
| Campeonato Mundial en Distancia Individual |                    |                   |                  |
| Año                                        | Lugar              | Medalla           | Prueba           |
| 2005                                       | Inzell (Alemania)  | Medalla de oro    | 500 m            |
| 2008                                       | Nagano (Japón)     | Medalla de bronce | 500 m            |
| 2011                                       | Inzell (Alemania)  | Medalla de plata  | 500 m            |
| 2013                                       | Sochi (Rusia)      | Medalla de plata  | 500 m            |